# Club Sportivo Limpeño (femminile)
Il Club Sportivo Limpeño è la sezione femminile dell'omonima società calcistica paraguayana con sede a Limpio.

## Palmarès

### Competizioni nazionali
- Campionato paraguayano femminile: 2

2015, 2016

### Competizioni Internazionali
- Coppa Libertadores: 2

2016